# بول غلينون
بول غلينون (بالإنجليزية: Paul Glennon)‏ (1968)؛ كاتب للأطفال وروائي كندي.